# Portable Kontakte
Portable Kontakte ist ein offener Standard der es Entwicklern erleichtern soll, ihren Nutzern einen sicheren Weg zu bieten wie sie ihre Adressbücher und Kontaktlisten, die sie über das Web verteilt aufgebaut haben, abzurufen.

## Ziel
Das Ziel des Projekts ist es die Dataportability zu steigern, durch das Erstellen einer allgemeinen und offenen Spezifikation um proprietäre Kontaktprogrammierschnittstellen (kurz API) wie z. B. Googles G-Data-Kontakten-API, Yahoos-Adressbuch-API und Microsoft-Livs-Kontakt-API zu überbrücken.

## Geschichte

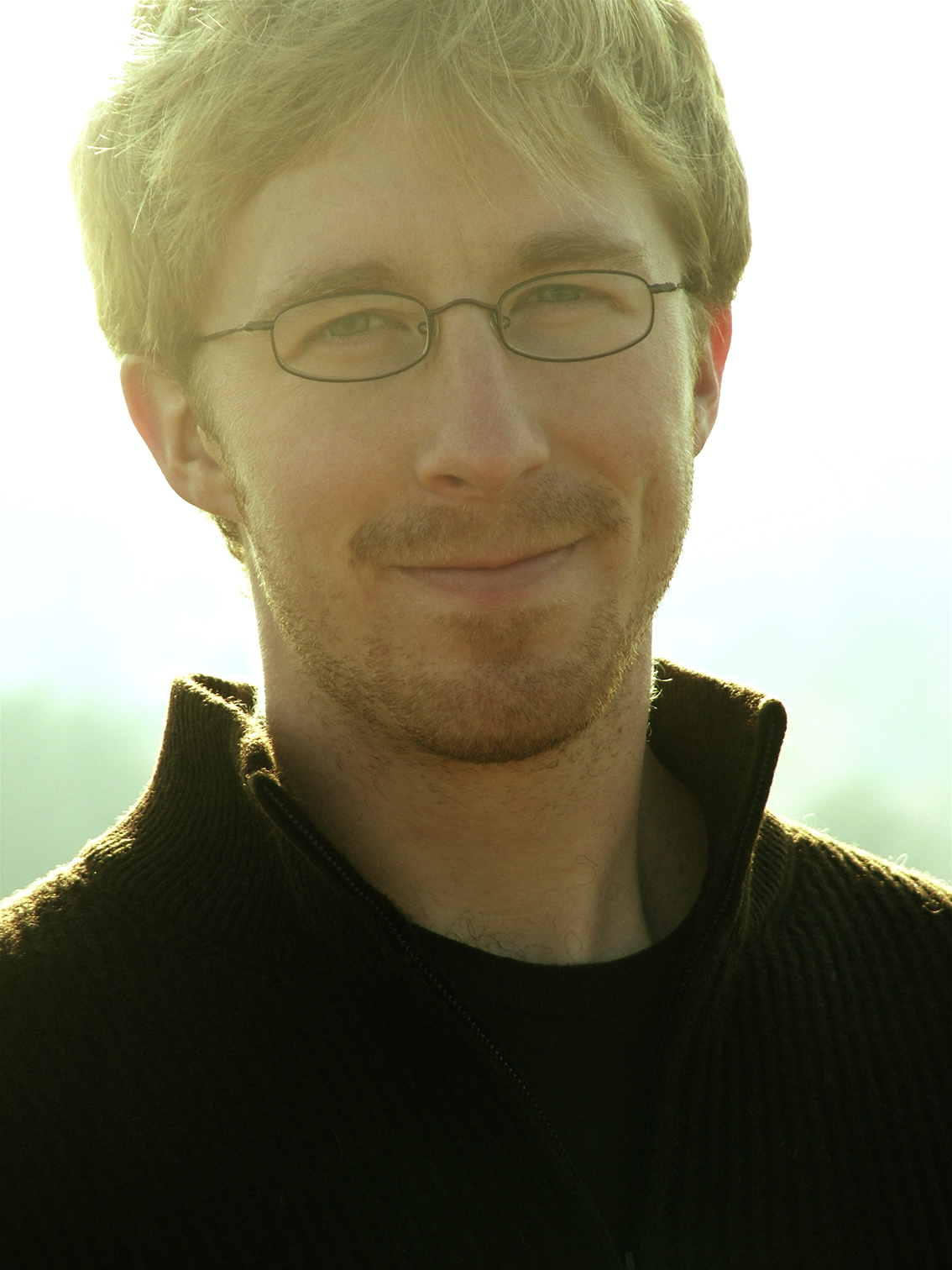
Foto des Co-Entwicklers Chris Messina

Der Ersteller der Portablen-Kontakte-Spezifikaton war Joseph Smar (Unternehmen Plaxo), er wurde dabei unterstützt von Chris Messina (berühmter Open-Source-Advokat).

## Nutzung
Das Protokoll „Portable Kontakte“ wird genutzt von Dienstleistungen wie z. B. Google Kontakte, Windows Live Messenger Connect, sowie auch anderen Spezifikationen wie z. B. OStatus.